# Teodão da Baviera
Teodão (em latim: Theodo; ? – 11 de dezembro de ca. 716) também conhecido como Teodão V e Teodão II, foi o Duque da Baviera de 670 ou, mais provavelmente, 680 até sua morte.